# Большая идея Камалы и Майи
Большая идея Камалы и Майи (англ. Kamala and Maya's Big Idea) — детская иллюстрированная книга, написанная Миной Харрис и проиллюстрированная Аной Рамирес Гонсалес. Книга была опубликована в 2020 году издательством Balzer + Bray и стала дебютной книгой Харрис как детского автора. История основана на детстве Камалы и Майи Харрис, тёти и матери писательницы соответственно.

## Сюжет
Камала и Майа Харрис живут в многоквартирном доме, где им негде играть. Однажды две девочки решают превратить пустой двор в игровую площадку. Поскольку взрослые не хотят помогать, а денег на покупку материалов у них нет, сёстры начинают кампанию и привлекают других детей в здании, чтобы те им помогли.
Развешивая плакаты и устраивая распродажу своих вещей, им удаётся убедить некоторых взрослых пожертвовать вещи для детской площадки, а также собрать средства на покупку необходимых материалов для её строительства.

## Предыстория
История «Большой идеи Камалы и Майи» основана на жизни матери и тёти Харрис. В интервью изданию Business Insider Харрис сказала, что одной из причин, по которой она решила написать книгу и работать детским писателем, было желание рассказывать истории, которые вдохновляли её, когда она подрастала. Сюда входят «эти уроки, посвящённые таким вещам, как организация сообщества, создание коалиций, опора на своё сообщество».

## Критика
Газета New York Times включила книгу в список «8 иллюстрированных книг о повседневной активности обычных детей». Сабрина Вайс в своей статье для SheKnows.com назвала книгу «самой по себе вдохновляющей историей», а также отметила, что иллюстрации Гонсалес «увлекательны для юных читателей». Сайт для родителей Moms.com упомянул некоторые похвалы, полученные книгой от таких людей, как Элизабет Уоррен и Стейси Абрамс, которые назвали её «обязательной к прочтению для маленьких девочек во всём мире» и «вдохновляющей историей» соответственно.
Книга дебютировала на 5 месте в списке бестселлеров New York Times.